# Karl-Friedrich Zais

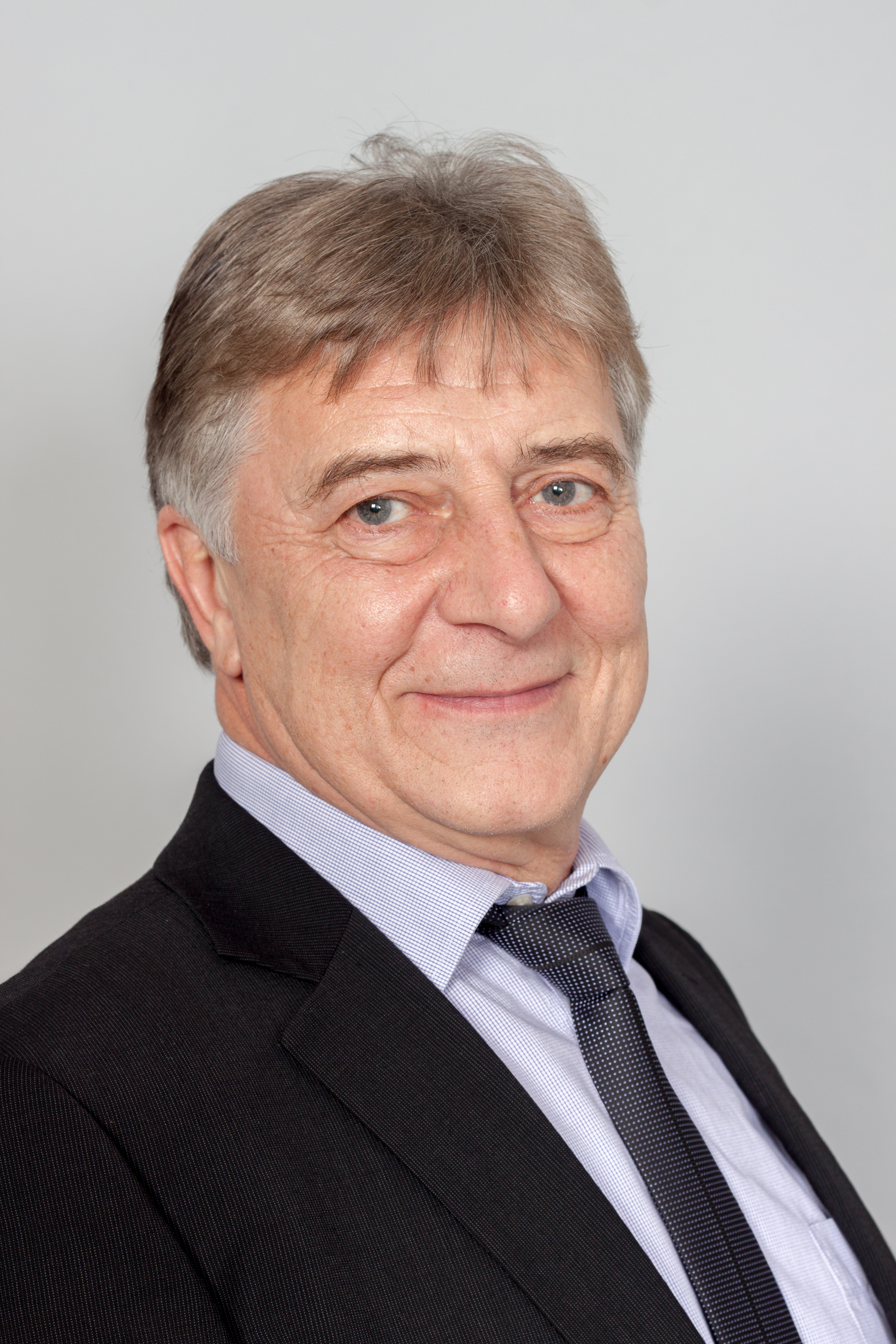
Karl-Friedrich Zais 2013

 Karl-Friedrich Zais (* 19. Oktober 1951 in Stollberg) ist ein deutscher Politiker (Die Linke). Er war von 1999 bis 2014 Mitglied des Sächsischen Landtags.

## Leben
Zais machte von 1968 bis 1970 sein Abitur mit einer Ausbildung zum Elektromaschinenbauer. Er studierte von 1971 bis 1974 Elektroautomatisierungstechnik. Er arbeitete von 1974 bis 1983 als Konstrukteur und war von 1983 bis 1987 stellvertretender Parteisekretär beziehungsweise von 1988 bis 1989 Parteisekretär der SED des Fritz-Heckert-Stammbetriebes in Karl-Marx-Stadt. In den Jahren 1987/88 absolvierte er ein Studium an der Akademie der Gesellschaftswissenschaften in Moskau. 
Nach der Wiedervereinigung war er von 1990 bis 1999 als  Vertriebsingenieur  und Betriebsrat tätig. Er ist als Gewerkschafter Mitglied der IG Metall in Chemnitz.

## Politik
Zais trat 1970 der SED bei (später PDS bzw. Die Linke). Innerhalb seiner Partei war er von 1999 bis 2006 Stadtvorsitzender der PDS Chemnitz und ist seit 2006 Mitglied des sächsischen Landesverbands Die Linke. 
Im Oktober 1999 zog Zais in den Sächsischen Landtag ein. Dort war er Mitglied im Ausschuss für Wirtschaft, Arbeit und Verkehr sowie im Ausschuss für Umwelt und Landwirtschaft. Für seine Fraktion war er zudem Wirtschaftspolitischer Sprecher. Er vertrat den Wahlkreis Chemnitz 4 im Landtag. Bei der Landtagswahl 2009 erzielte er dort mit einem Stimmanteil von 33,7 % eines der beiden Direktmandate für Die Linke, alle anderen gingen an die CDU.

## Weblink
| Personendaten    | Personendaten                        |
| ---------------- | ------------------------------------ |
| NAME             | Zais, Karl-Friedrich                 |
| KURZBESCHREIBUNG | deutscher Politiker (Die Linke), MdL |
| GEBURTSDATUM     | 19. Oktober 1951                     |
| GEBURTSORT       | Stollberg                            |